# Битка при Солун (995)
Вижте пояснителната страница за други значения на Битка при Солун.
Битката при Солун от 995 година се състои близо до втория важен град във Византийската империя – Солун, между силете на България и Византия.

## Причини за конфликта
След победата при Траянови врата и последвалата гражданска война във Византийската империя българският цар Самуил се възползва и започва нападения над ромейските крепости и градове на Балканите. През 995 г., след като овладява голяма част от Северните Балкани, той се насочва на юг.

## Военни действия
Преди битката Самуил подготвя засада. Той нарежда на войниците си да изкопаят дълбоки ями, трапове и да поставят други капани, след което царят оставя по-голямата част от армията си настрана. Тогава Самуил напада града с малка група войници. Солунският дук Григорий Таронит изпраща войските си под командването на сина си Ашот Таронит, за да отблъсне българите. След кратко сражение Самуил започва да отстъпва, водейки византийците в капана, който предварително е приготвил. Обградените византийски войски са напълно разбити, а Ашот – пленен. Григорий веднага тръгва начело на останалата част от бойците си, за да спаси сина си, но той също е разбит и загива в битката.